# Samuel Catzeres
Samuel Catzeres (en grec Σαμουήλ Χαντζερής) va ser patriarca de Constantinoble dues vegades, la primera de l'any 1763 al 1768, i la segona els anys 1773 i 1774.
De molt jove va ser ordenat diaca, i després va tenir el càrrec d'ardiaca amb el patriarca Paisi II. Va ser elegit metropolità de Derkon (Δέρκων) l'any 1731. El 24 de maig de 1763 el Sant Sínode el va elegir patriarca de Constantinoble, encara que ell es considerava massa jove per ocupar el càrrec. Durant el seu primer mandat es va preocupar del sistema financer del Patriarcat, reduint despeses i equilibrant les recaptacions. Va rebre donatius de tothom: la gent donava el que podia, i els sacerdots i els hieromonjos li feien arribar ous i xais per la Pasqua que ell distribuïa entre les cases dels Fanariotes. Samuel va reforçar l'educació i va resoldre amb èxit diversos assumptes eclesiàstics. Durant el seu patriarcat, els arquebisbes autocèfals d'Ocrida i Peć van tornar a la jurisdicció de Constantinoble.
Va potenciar el caràcter sinodal de les decisions, va dividir el segell del Patriarcat en quatre parts, i en va repartir tres entre els sacerdots més propers, de manera que les decisions s'havien de prendre col·lectivament, per limitar la capacitat discrecional del patriarca.
Aquestes accions van provocar reaccions contràries i els seus oponents van aconseguir que dimitís el 5 de novembre de 1768 i el van enviar al Monestir de la Gran Laura al Mont Atos. Malalt, l'antic patriarca va intentar convèncer el govern otomà perquè li permetés tornar a casa seva, i finalment ho va aconseguir, després de pagar 7.500 Kuruş l'any 1770.
El patriarcat de Teodosi II va ser més aviat conflictiu i el Sant Sínode el va elegir una altra vegada tot i que Samuel no volia, el 17 de novembre de 1773. Aquest segon patriarcat només va durar un any, i el 24 de desembre de 1774 el van exiliar al Mont Atos i després a les Illes dels Prínceps, on va morir el 10 de maig de 1775.